# 乱気流/ファイナル・ミッション
『乱気流/ファイナル・ミッション』（原題：Sly/Sonic Impact）は、アメリカ合衆国の映画作品。

## キャスト
| 役名         | 俳優                   | 日本語吹き替え | 日本語吹き替え |
| 役名         | 俳優                   | DVD版          | フジテレビ版   |
| ------------ | ---------------------- | -------------- | -------------- |
| ニック       | ジェームズ・ルッソ     | 田中正彦       | 石塚運昇       |
| タジャ       | アイス・T              | 後藤哲夫       | 屋良有作       |
| ブレイク     | メル・ハリス           | 八十川真由野   | 一城みゆ希     |
| レイチェル   | ブリタニー・ダニエル   | 松下亜紀       | 小林沙苗       |
| ベンジャミン | ジャスティン・ラウアー | 桐本琢也       | 樫井笙人       |
| バレット     | マイケル・ハリス       | 家中宏         | 野沢那智       |
| アレックス   | サム・アンダーソン     | 伊藤和晃       | 糸博           |
| ジョン       | ヒース・ルアウッド     | 成田剣         | 高木渉         |
| ラッシュ機長 | J・ケネス・キャンベル  | 金子由之       | 加藤精三       |
| マッギー     | ディーン・ノリス       | 宝亀克寿       | 小島敏彦       |

- フジテレビ版：初回放送2003年8月2日『ゴールデンシアター』
- ソフト版その他：大黒和広／落合るみ／朝倉栄介／岩居由希子／水野光太